# Bordoniana
Bordoniana  (лат.) — род равнокрылых насекомых из семейства горбаток (Smiliinae, Membracidae).
Неотропика. 
Пронотум простой, без надплечевых рогов и иных выступов. Передние крылья с разделёнными у основания жилками R, M и Cu, с поперечной жилкой 2 m-cu, но без жилки s. Задние крылья с жилкой 1 r-m. Голени задней пары ног с 3 продольными рядами капюшоновидных сет (cucullate setae) 
.

## Систематика
Род включён в трибу Acutalini. Первоначально таксон был описан в 1998 году под названием Bordonia Sakakibara, 1998, но это имя оказалось уже занято одноимённым родом жуков-златок Bordonia Cobos, 1980 (Buprestidae) и поэтому было заменено на новое, нынешнее (Bordoniana Sakakibara, 1999).
- Bordoniana venezuelana